# Edgar Garcia
Edgar Garcia (San Luis Río Colorado, 22 de fevereiro de 1984) é um lutador de artes marciais mistas. Garcia praticou wrestling na Cibo High School em Yuma. Atualmente, Edgar compete na categoria Meio Médio do Ultimate Fighting Championship.

## Carreira no MMA

### World Extreme Cagefighting
Garcia fez sua estreia no WEC em 25 de janeiro de 2009, enfrentando o japonês Hiromitsu Miura no WEC 38. Garcia era tido como o azarão no combate, porém venceu por nocaute no primeiro round.

### Ultimate Fighting Championship
Após a junção do WEC ao UFC, Garcia foi selecionado para estrear na promoção no TUF 9 Finale e acabou sendo derrotado para Brad Blackburn por uma decisão dividida muito controversa.
No UFC 107, Garcia perdeu para DaMarques Johson por finalização (triângulo) no primeiro round. Após a derrota, Garcia foi dispensado da promoção junto com Kevin Burns, Shane Nelson e Darrill Schoonover.

### Pós-UFC
Desde que deixou o UFC, Garcia obteve um cartel de 7-1, com um vitória expressiva sobre o veterano do Bellator, Jordan Smith no Showdown Fights 13 em 24 de janeiro de 2014.

### Retorno ao UFC
Garcia fez sua reestreia no UFC em 15 de Novembro de 2014 no UFC 180 enfrentando Héctor Urbina na Cidade do México. Ele foi derrotado por finalização com uma guilhotina no primeiro round.
Garcia era esperado para enfrentar Andrew Craig em 15 de Julho de 2015 no UFC Fight Night: Mir vs. Duffee. No entanto, uma lesão o tirou e foi substituído pelo ex-campeão do Bellator Lyman Good.
Garcia enfrentaria Sheldon Westcott em 10 de Dezembro de 2015 no UFC Fight Night: VanZant vs. Calderwood. No entanto, o UFC moveu a luta para o UFC 195 em 2 de Janeiro de 2016.

## Cartel no MMA
| Cartel no MMA   |             |            |
| 18 lutas        | 14 vitórias | 4 derrotas |
| Por nocaute     | 7           | 1          |
| Por finalização | 5           | 2          |
| Por decisão     | 2           | 1          |

| Res.    | Cartel | Oponente            | Método                   | Evento                                  | Data       | Round | Tempo | Local                  | Notas                  |
| ------- | ------ | ------------------- | ------------------------ | --------------------------------------- | ---------- | ----- | ----- | ---------------------- | ---------------------- |
| Derrota | 14-5   | Sheldon Westcott    | Nocaute Técnico (socos)  | UFC 195: Lawler vs. Condit              | 02/01/2016 | 1     | 3:12  | Las Vegas, Nevada      |                        |
| Derrota | 14-4   | Héctor Urbina       | Finalização (guilhotina) | UFC 180: Werdum vs. Hunt                | 15/11/2014 | 1     | 3:38  | Cidade do México       |                        |
| Vitória | 14–3   | Jordan Smith        | Decisão (dividida)       | Showdown Fights 13 - Lopez vs. Castillo | 24/01/2014 | 3     | 5:00  | Orem, Utah             |                        |
| Vitória | 13–3   | Leroy Fornof        | Finalização (kimura)     | WFF: Pascua Yaqui Fights 4              | 02/03/2013 | 1     | 1:54  | Tucson, Arizona        |                        |
| Vitória | 12–3   | Ty Tecumseh         | Nocaute técnico (socos)  | Desert Rage Full Contact Fighting 11    | 20/10/2012 | 1     | 1:12  | Yuma, Arizona          |                        |
| Vitória | 11–3   | Patrick Dixon       | Finalização (guilhotina) | WFF 8: Fight at the Fields              | 12/05/2012 | 1     | 0:32  | Scottsdale, Arizona    |                        |
| Derrota | 10–3   | Jacob Ortiz         | Nocaute (soco)           | Bellator 55                             | 22/10/2011 | 1     | 4:06  | Yuma, Arizona          |                        |
| Vitória | 10–2   | Jason Anderson      | Nocaute técnico (socos)  | Desert Rage Full Contact Fighting 9     | 18/03/2011 | 1     | 0:58  | Yuma, Arizona          |                        |
| Vitória | 9–2    | Mike Moreno         | Finalização (guilhotina) | Tachi Palace Fights 8                   | 18/02/2011 | 1     | 1:47  | Lemoore, California    | Estreia no Peso Médio. |
| Vitória | 8–2    | Alejandro Velasquez | Finalização (triângulo)  | LAF 1: Border Wars                      | 11/12/2010 | 2     | 2:16  | Mexicali               |                        |
| Derrota | 7–2    | DaMarques Johnson   | Finalização (triângulo)  | UFC 107: Penn vs. Sanchez               | 12/12/2009 | 1     | 4:03  | Memphis, Tennessee     |                        |
| Derrota | 7–1    | Brad Blackburn      | Decisão (dividida)       | The Ultimate Fighter 9 Finale           | 20/06/2009 | 3     | 5:00  | Las Vegas, Nevada      |                        |
| Vitória | 7–0    | Hiromitsu Miura     | Nocaute (socos)          | WEC 38: Varner vs. Cerrone              | 25/01/2009 | 1     | 1:18  | San Diego, California  |                        |
| Vitória | 6–0    | Waylon Kennell      | Nocaute técnico (socos)  | Total Combat 30                         | 02/08/2008 | 1     | 3:46  | Alpine, California     |                        |
| Vitória | 5–0    | Sean Loeffler       | Finalização (lesão)      | Total Combat: Nevada                    | 10/05/2008 | 1     | 1:59  | Laughlin, Nevada       |                        |
| Vitória | 4–0    | Efrain Rodriguez    | Nocaute (socos)          | Total Combat 27                         | 22/03/2008 | 1     | N/A   | Yuma, Arizona          |                        |
| Vitória | 3–0    | Jeremy Larsen       | Decisão (unânime)        | Cage Supremacy 3                        | 08/12/2007 | 3     | 5:00  | Arizona                |                        |
| Vitória | 2–0    | Matt Lagler         | Nocaute técnico          | Desert Rage Full Contact Fighting 2     | 20/10/2007 | 1     | 2:22  | Mexicali               |                        |
| Vitória | 1–0    | Tony Kalani         | Nocaute                  | Desert Rage Full Contact Fighting 1     | 30/06/2007 | 1     | N/A   | Fusca Baja, California |                        |